# 豊田本町 (名古屋市)
豊田本町（とよだほんまち）は、愛知県名古屋市南区の地名。

## 歴史

### 町名の由来
豊田町内で早くから栄えていた場所であることに由来する。

### 沿革
- 1937年（昭和12年）11月1日 - 南区豊田町の一部により、同区豊田本町が成立[3]。
- 1939年（昭和14年）7月20日 - 『角川地名大辞典』は一部が南区三番町に編入される[2]。
- 1946年（昭和21年）8月5日 - 一部が豊郷町に編入され、豊田町の一部を編入する[3]。『角川地名大辞典』は豊郷町のほか、豊中町にも一部が編入されたとする[2]。
- 1957年（昭和32年） - 名鉄豊田本町駅開業[2]。
- 1985年（昭和60年）11月3日 - 残部が南区内田橋一丁目・内田橋二丁目にそれぞれ編入され消滅[3]。